# Niklaus von Hagenau
Niklaus von Hagenau, narozen jako Niklas Zimmerlin (* 1445/1460 - před r. 1538) byl pozdně gotický německý sochař. Další uváděné varianty jeho jména jsou: Niclas Hagenauer, Niklaus Hagenauer, Niclas Hagnower, Niklaus Hagnower, Niclas von Hagenau, Nicolas de Haguenau.

## Život

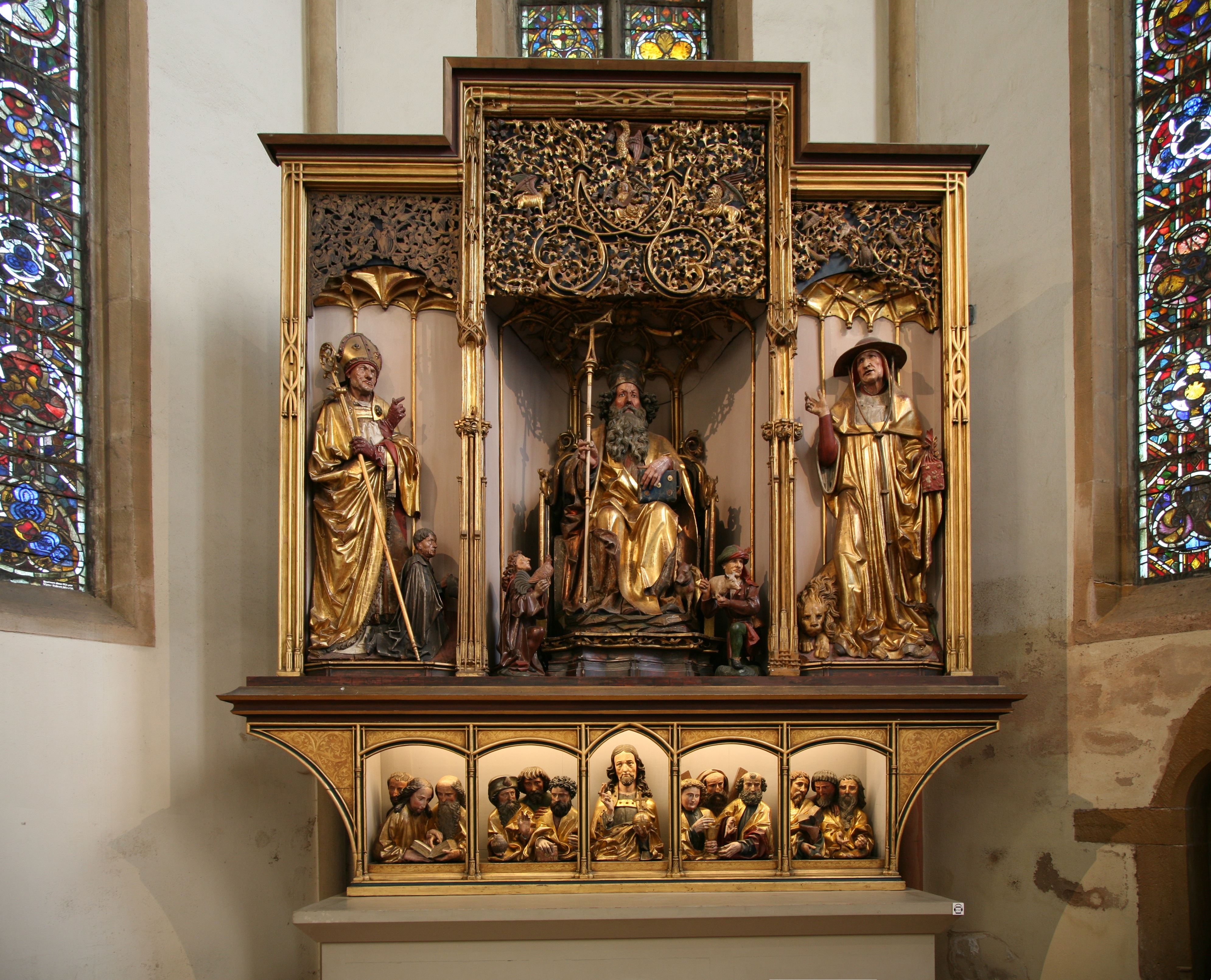
Niklaus von Hagenau, vyřezávaná část Issenheimského oltáře

O životě sochaře je málo údajů. Je patrně identický s "Mistrem Nicklausem ze Štrasburku", kameníkem, který dostal roku 1472 objednávku na zhotovení kamenného kříže pro hřbitov u kostela sv. Jiří v Hagenau. Jeho bratři, kteří s ním spolupracovali, se jmenovali Veit (Zimmerman) a Paul. Je pravděpodobné, že v letech 1485 - 1493 pracoval Niklaus v jiných městech a seznámil se s tvorbou nizozemského sochaře Nicolause Gerhaerta van Leyden, navštívil Ulm a přes Chur se vrátil do Alsaska. Zde se svými bratry Veitem a Paulem začal pracovat pro biskupa Albrechta v Saverne. V roce 1493 Niklaus a Veit zakoupili občanská práva ve Štrasburku. V letech 1495 - 1553 je dům v Korduangasse č. 1 uváděn jako dům sochaře (a také tesaře) Nicklause Hagenowera a později jeho vdovy s dcerou. Roku 1522 převzal opatrovnictví dvou dětí. Roku 1538 je jeho žena uvedena jako vdova a majitelka stánku s perníkem.

## Dílo
Niklaus von Hagenau je autorem centrální vyřezávané části Isenheimského oltáře v Colmaru, jehož malovaná křídla jsou dílem Matthiase Grünewalda. Sochy bylay viditelné až po otevření vnějších i vnitřních křídel oltáře. Znázorňují sedící figuru sv. Antonína Velikého, na levé straně sv. Augustina a vpravo sv. Jeronýma a u nohou sv. Augustina klečícího donátora oltáře Guy Guyerse. Méně hodnotné řezby predely, zobrazující polopostavy Krista a apoštolů, nejsou jeho dílem a nesou signaturu S. Beichel.

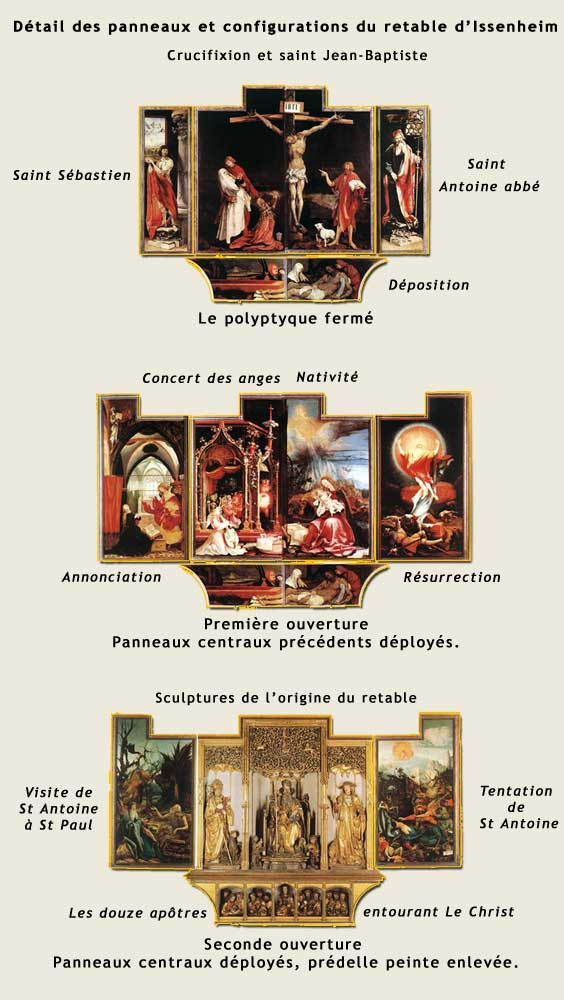
Issenheimský oltář

### Známá díla
- 1493-1494 fragmenty hrobky štrasburského biskupa Albrechta von Pfalz-Morbach, chapelle de la Vierge, collégiale de Saverne
- Predela s Oplakáváním Krista, collège Saint-Étienne de Strasbourg
- kolem r. 1500 Hlavní oltář katedrály ve Štrasburku, dřevo (zničen, fragmenty v Musée de l’Œuvre Notre-Dame)
- kolem r. 1500 Issenheimský oltář, přední strana s řezbami, dřevěné sochy sv. Antonína Velikého, Augustina, Jeronýma, lipové dřevo, Colmar, Musée Unterlinden[2]
- kolem r. 1500 Sv. Antonín Eremita, ořechové dřevo, výška. 114 cm, New York, The Cloisters
- Hlava Krista, Ukřižování ze Saverne, Église Saint-Georges de Sélestat